# Prydynol
Prydynol, pridinol – wielofunkcyjny organiczny związek chemiczny zawierający dwie aromatyczne grupy fenylowe, grupę cykloheksyloaminową oraz grupę hydroksylową. 
Wykazuje aktywność fizjologiczną, jest miorelaksantem. Stosuje się go, między innymi, w leczeniu choroby Parkinsona. 
Prydynol jest dostępny w handlu jako chlorowodorek (Pridinol) lub metanosulfonian (Polmesilat).